# Skjørring
Skjørring is een plaats in de Deense regio Midden-Jutland, gemeente Skanderborg. De plaats telt 305 inwoners (2008).